# Ivan Horvat (ban)
Ivan (Ivaniš) Horvat (oko 1340. – 15. kolovoza 1394.), bio je hrvatski ban.
U hrvatskoj historiografiji nazivaju ga Ivaniš, zbog mađariziranog čitanja latinskog Ioannes, koji su stariji hrvatski historiografi preuzeli od mađarskih.

## Životopis
Ivan Horvat je brat dvadeset osmog zagrebačkog biskupa Pavla Horvata.
Zajedno sa svojim ujakom Ivanom Paližnom predvodio je protudvorski pokret protiv  Marije Anžuvinske. Godine 1386. sa svojim bratom Pavlom dovodi Karla II. Dračkog u Hrvatsku. Karlo II. Drački je u Stolnom Biogradu (Székesfehérvár) 31. prosinca 1385. okrunjen za hrvatsko-ugarskog kralja.
Međutim, već 7. veljače 1386. godine Karlo je ubijen. Njegovo ubojstvo je naručila kraljica majka Elizabeta i knez Nikola I. Gorjanski. Karlove pristalice su u dogovoru s bosanskim kraljem Tvrtkom I. za njegovog nasljednika proglasili malodobnog Karlovog sina Ladislava Napuljskog.
Pokušavajući pridobiti Slavoniju i Hrvatsku, Elizabeta i Marija po savjetu Nikole I. Gorjanskog su se uputile preko Slavonije prema Zagrebu, ali su ih kod Gorjana dočekali pristalice ubijenoga Karla Dračkog na čelu s Ivanom Paližnom i braćom Ladislavom i Ivanišem Horvatom i Stjepanom Lackovićem. 
Urotnici su ubili Nikolu I. Gorjanskog i Blaža Forgača, ubojicu Dračkoga. 
Kraljicu majku Elizabetu i kraljicu Mariju su odveli u Novigrad kraj Zadra gdje je Ivan Paližna dao zadaviti Elizabetu, na očigled kćeri, a nju je poštedio. 
Malobrojni Mađari su 31. ožujka 1387., okrunili za kralja Žigmunda Luksemburškog, Marijinog muža, koji je uz pomoć Venecije te Ivana, krčkoga i senjskoga kneza, prisilio Paližnu da 4. travnja 1387. izruči Mariju Žigmundu.
Vremenom se Ivan Horvat sve više približio kralju Tvrtku I. Kotromaniću.
Godine 1387. godine braća Pavao, Ladislav i Ivan Horvat su od Tvrtka dobili na upravu oblast Usoru, u kojoj je sagrađen Dobor Grad.
Ivan Horvat od kralja Tvrtka dobio je na upravu i grad Omiš.
Poslije smrti kralja Tvrtka 10. ožujka 1391., i Ivana Paližne, vranskog priora, a dolaskom na bosansko prijestolje Stjepana Dabiše, Ivan Horvat je 1394. kod Dobor Grada, pao u ruke Žigmunda Luksemburškog 12. kolovoza 1394., koji ga je, na užasan način, dao pogubiti u Pečuhu 15. kolovoza 1394.
Ivan Horvat je bio Ban Mačvanske banovine, od 1377. do 1383., veliki župan župe Vuka sa sjedištem u Vukovu (današnji Vukovar). 
Od 1383. do 1386. bio je i ban cijele Hrvatske, Slavonije i Dalmacije, što je bio i za vrijeme kralja Tvrtka od 1387. do 1394., nasuprot imenovanim od strane Žigmunda Luksemburškog.
Posjedi Ivana Horvata u Hrvatskoj su bili Orahovica i Ružica grad, te Horvati, današnji Stari Mikanovci i Crkva sv. Bartola u Novim Mikanovcima, te još neka srijemska mjesta.
U Bosni to su bili Dobor Grad i Omiš. Poslije njegove smrti posjedi u Hrvatskoj došli su u posjed Gorjanskih.
Iza bana Ivana Horvata ostala su tri sina i to: Nikola (Mikan), Stjepan i Klement. Nikola je postao predijalist Zagrebačkog Kaptola kod Varaždinskih Toplica. Dok je Stjepan bio biskupski predijalist u Fodrovcu, u Križevačkoj županiji. Stjepanu je zbog nevjere i kao protivniku kralja Žigmunda biskup Eberhard oduzeo predij Fodrovec 1410. godine.